# Уотсон, Джек
Джек Хирн Уотсон-младший (англ. Jack Hearn Watson Jr.; род. 24 октября 1938, Эль-Пасо, Техас, США) — американский государственный деятель, глава администрации президента США (1980—1981).

## Биография
Уотсон родился 24 октября 1938 года. 
Окончил Вандербильтский университет, а также получил диплом Гарвардском университете. Он служил в Корпусе морской пехоты США в качестве первопроходца и руководителя разведывательной группы Первой разведывательной роты и покинул Корпус морской пехоты в звании капитана. Он познакомился со своей первой женой в Вандербильте и женился в 1972 году. У них родились двое детей, Линкольн и Мелисса. Пара развелась, и Джек женился на Тине Уотсон в 1977 году.

## Карьера
Уотсон возглавлял Группу политического планирования Картера-Мондейла в 1976 году, а позже был директором переходной группы во время перехода правительства от президента Форда к президенту Картеру. В администрации Картера с 1977 по 1981 год он занимал должности помощника президента по межправительственным вопросам, секретаря Кабинета министров и главы администрации Белого дома. Он возглавлял Межведомственный координационный совет президента, созданный Указом Президента в 1978 году для координации реализации внутренней политики президента.
Ранее Уотсон был протеже Чарльза Кирбо и весьма успешным судебным юристом. Он был близким помощником Картера во время его губернаторских кампаний и был особенно близок с матерью Картера.

## Дальнейшая жизнь
С января 1998 по июнь 2000 года он занимал должность главного юридического стратега компании Monsanto.